# Aunglan
Aunglan (tidigare Myaydo eller Allanmyo) är en stad i Magwayregionen i Myanmar. Den är en hamnstad vid floden Irrawaddy och ligger mellan städerna Pyay och Magway. Folkmängden uppgår till cirka 50 000 invånare.